# Oráculo de Delfos (John William Godward)
Oráculo de Delfos (en inglés, The Delphic Oracle) es uno de los cuadros más representativos del pintor John William Godward. Muy probablemente, posó para su realización la joven modelo británica Ethel Warwick (n. 1882), quien ya aparece en dos retratos del autor del año anterior (Ethel —Museo y Galería de Arte Russell-Cotes— y Study of Miss Ethel Warwick). Su marcado carácter «esotérico», acrecentado por el fuerte empleo del claroscuro, unido a la amistad del artista con Bram Stoker y con el también pintor John William Waterhouse, han hecho suponer a algunos investigadores que Godward pudo pertenecer a la sociedad secreta denominada Hermetic Order of the Golden Dawn. Está realizado al óleo sobre lienzo y sus dimensiones son de 228 x 114 cm. Fue adquirido por la Fine Art Society de Londres en una subasta organizada por la galería Christie's el 3 de junio de 1994. Su anterior propietario fue el neozelandés sir Ernest Davies.

## Análisis de la obra

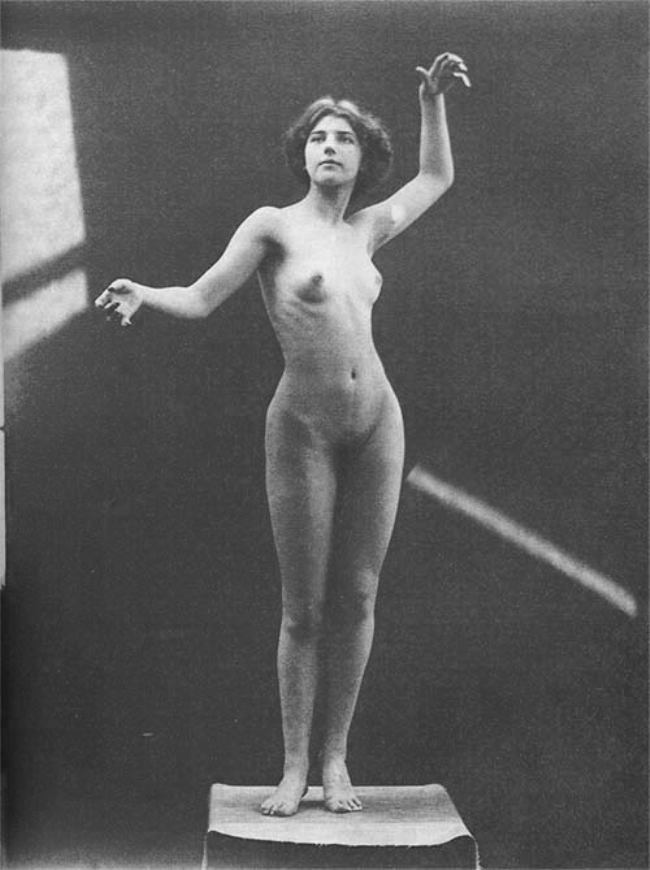
Ethel Warwick hacia 1900.

De formato vertical (mide exactamente el doble de alto que de ancho), la sencilla composición presenta una estructura trapezoidal rigurosamente simétrica. La pitonisa, totalmente desnuda (algo poco habitual en la obra de Godward), mira directamente al espectador, llamando la atención hacia la perfecta anatomía de su cuerpo. No existe ningún elemento que sugiera el aspecto «divino» del personaje (la representada no es una sacerdotisa sino una mujer real, de aspecto juvenil, al que, sin duda, contribuye el empleo de las trenzas y, en general, el peinado).
La literatura de la época la describe así:

Absorta en la contemplación de los misterios aún sin revelar del destino, la pitonisa, sentada sobre un trípode sagrado, escucha la  voz que le ordena satisfacer o denegar las preguntas de los peregrinos al santuario de Apolo Pitio. Su mirada recta y profunda sugiere el funcionamiento de las inexplicables e inexpresivas leyes del control divino sobre el destino humano.

Artísticamente, el estudio de la obra descubre un cierto conocimiento de autores como el antes citado Waterhouse o John Collier, todo realizado con el excepcional virtuosismo técnico del pintor. Los bellos tonos dorados de las carnaciones contrastan con los grises, marrones y ocres del resto del cuadro, lo que acentúa la sensualidad del conjunto. La luz cenital se intensifica en los muslos, ubicados casi en el centro de la composición, mientras que el rostro permanece en misteriosa penumbra.